# Mihhail Rõtšagov
Mihhail Rõtšagov (russisch Михаил Рычагов, beim Weltschachverband FIDE Mikhail Rychagov; * 12. November 1967 in Tallinn) ist ein estnischer Schachspieler und -trainer.
Die estnische Einzelmeisterschaft konnte er 2000 in Tallinn gewinnen. Er spielte für Estland bei sechs Schacholympiaden: 1992 bis 2002. Außerdem nahm er zweimal an den europäischen Mannschaftsmeisterschaften (1992 und 1997) teil.
Im Jahre 1990 wurde ihm der Titel Internationaler Meister (IM) verliehen, 1997 der Titel Großmeister (GM). Seit 2011 trägt er den Titel FIDE-Senior-Trainer. Seine höchste Elo-Zahl war 2565 im Juli 1998.
| Hier fehlt eine Grafik, die leider im Moment aus technischen Gründen nicht angezeigt werden kann. Wir arbeiten daran! |